# Dubiecko (plaats)
Dubiecko is een plaats in het Poolse district  Przemyski, woiwodschap Subkarpaten. De plaats maakt deel uit van de gemeente Dubiecko en telt 1150 inwoners.